# Одесский рубль
Одесский рубль — серия разменных денежных знаков города Одессы, находившихся в обращении в 1918 — 1920 годах. Печатались на нескольких типографиях под руководством местной конторы Государственного банка.

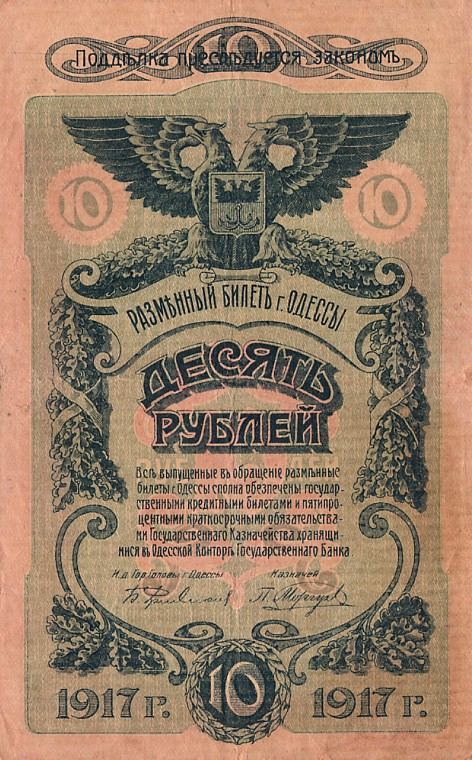
Разменный билет 10 рублей

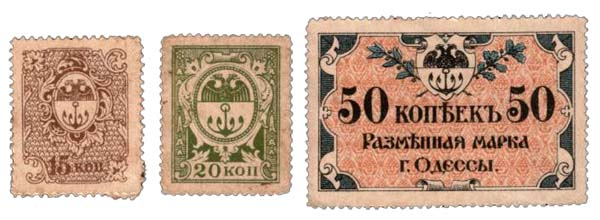
Одесские марки-деньги

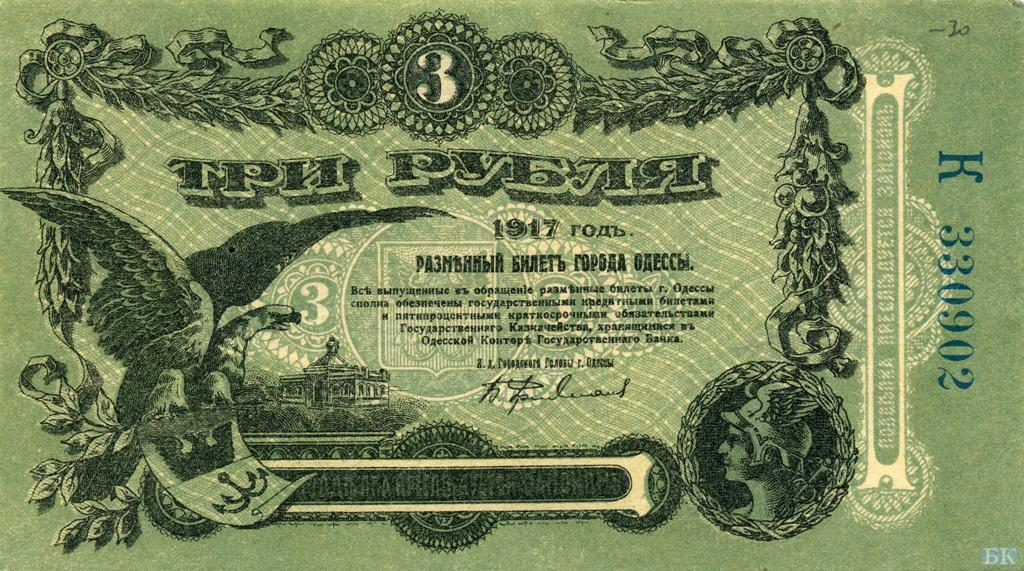
На разменных билетах 3 и 5 рублей Одесской конторы Госбанка образца 1917 года Аверс: Двуглавый орёл (малый Государственный герб Российской империи) расправил свои крылья, держа в когтях свиток с гербом города. Рядом на постаменте здание купеческой биржи. В правом нижнем углу — профиль бога торговли Меркурия. Реверс: Здание Городской Думы с колоннадой, в полукруглых нишах боковых крыльев установлены статуи Меркурия и Цереры — богини плодородия

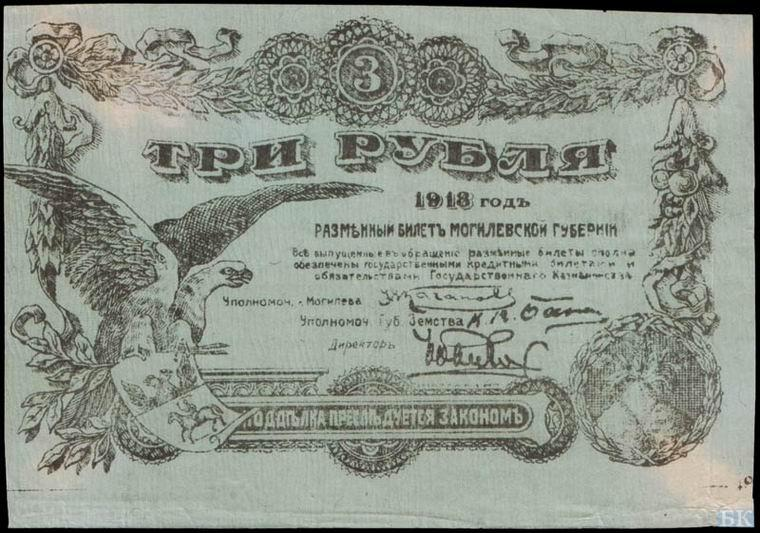
3 рубля Могилёвской губернии 1918 года, скопированные с аверса трёхрублёвой одесской купюры

## ДеньгиГражданской войны(1917—1920)
Во время конца Первой мировой войны и на протяжении гражданской войны Одесса неоднократно пережила разруху, хаос, не менее четырнадцати смен власти, каждая из которых обычно происходила насильственным путём, с частичным разрушением города.
Одним из проявлений хаоса в управлении городом была острая нехватка денежной наличности из-за географического положения Одессы, паралича железнодорожного сообщения России, отрезанности сначала расстоянием, затем фронтами Гражданской войны от центрального правительства и эмиссионных центров — сначала от Петрограда, затем как от красной советской Москвы (РСФСР), так и от белой ставки Главкома Деникина в Екатеринодаре (ВСЮР), до которой можно было добраться только морем.
Дефицит мелких денег отрицательно сказался на всей жизни Одессы, уже начиная с лета 1917 года Нечем было платить зарплату, нечем было давать сдачу, причём население категорически не желало что-либо продавать за керенки.
Газета «Одесская почта» от 1 декабря 1917, например, писала о недостатке денежных знаков в банках, вызвавшем большую панику и длинные очереди вкладчиков за получением вкладов.
В связи со сложившейся финансовой обстановкой в Одессе проходили экстренные совещания руководителей финансовых организаций, Городской Думы и Южного фронта.
12 декабря 1917 было принято решение о выпуске в обращение одесских бон — разменных бумажных знаков, которые назвали разменными билетами города Одессы.
Знаки были обязательными к приёму во все платежи. Текст, помещённый на аверсе данных купюр гласил, что они «сполна обеспечены» государственными кредитными билетами и пятипроцентными краткосрочными обязательствами Государственного казначейства, хранящимися в Одесской конторе Госбанка.
Печатать разменные билеты начали в декабре 1917 года, в обращении они появились в январе 1918.
Автором рисунка купюр был гравёр, чех по национальности Адамек.
Основу рисунков всех бон составляли малый Герб Российской империи — двуглавый орёл без царских атрибутов и герб Одессы с якорем, что подчёркивало значение Одессы как торгового порта.
К концу 1918 сумма выпущенных «разменных билетов города Одессы» превысила 220 миллионов рублей.
В начале 1919 эмиссия одесских денег была прекращена в связи с увеличившимся масштабом цен. Максимальная по номиналу выпускавшаяся «одесская» купюра — 50 рублей.
Деньги печатали разные типографии.
Купюры 3, 5, 10 рублей печатались в типографии Южно-русского общества печатного дела.
25 и 50 рублей (последняя появилась в августе 1918) — в типографии Моисея Шпенцера, отца поэтессы Веры Инбер, в Стурдзовском переулке (ныне переулке Веры Инбер), где сейчас типографский цех Одесской книжной фабрики).
5, 15, 20, 50 копеек (бумажные марки-деньги) — в типографии Фесенко (Ришельевская улица, 49), где сейчас находится Одесская городская типография.
Известны также несколько пробных, не выпущенных в широкий оборот из-за убыточности изготовления экземпляров металлических марок-денег 1917 года достоинством менее рубля.
Данные билеты имели широкое хождение как при Советской власти 1918 года, так и при австро-немецкой оккупации 1918, гетманщине и Петлюре, французской интервенции 1918—1919, деникинском правлении 1919 и 1920 — как в Одессе, так и в уездах Новороссии, а также в Херсоне, Николаеве, Екатеринославе.
Зачастую одесские деньги, пережившие множество властей, одесситы предпочитали царским, дореволюционным, самым «надёжным».
Одесские боны 1917—1918 продолжали хождение вплоть до оставления города белыми войсками в феврале 1920 года, когда практически прекратили хождение. Их заменили совзнаки с другим, во много раз большим масштабом цен.
Из-за своего мелкого, «старорежимного» номинала одесские рубли стали дешевле коробки спичек и прекратили быть платёжным средством.

### Марки-деньги
Помимо рублёвых банкнот, в первые месяцы 1918 года стали печататься и входить в оборот городские разменные марки. В марте были выпущены марки-деньги номиналом 50 копеек, в апреле — 15 и 20 копеек. На их лицевой стороне был изображён герб Одессы в орнаментальном обрамлении, на оборотной — номинал в розетке, рамка и надпись: «Размѣнная марка г. Одессы поддѣлка преслѣдуется закономъ». Рисунок марок был выполнен художником Амвросием Ждахой (см. ниже Каталог одесских марок-денег и рублей).

### Фальшивые одесские деньги
У одесских фальшивомонетчиков с Молдаванки во время гражданской войны была работа. Подделывалось всё, что можно. Один из фальшивых денежных знаков имел надпись: «Чем наши хуже ваших».
Хотя печатавшие разменные билеты типографии скупили всю имевшуюся в городе бумагу с водяными знаками и даже всю пергаментную бумагу, хотя одесские деньги печатались в несколько красок и имели многотоновый, многоцветный рисунок, их подделывали на высоком уровне и с большим размахом.
Одесские боны номиналом ниже 10 рублей подделывать было долго, практически в убыток себе. Потому фальшивки начинались с десятирублёвой купюры.
«Торгово-промышленная газета» писала 12 сентября 1918:
- «Правительственная ревизионная комиссия представила одесскому градоначальнику доклад, в котором указывает, что поддельные городские десятирублевики продаются по 750 рублей за тысячу, и предлагает изъять из обращения денежные знаки в 10 рублей.»

В августе 1918 была выпущена одесская купюра 50 рублей. Заказ выполняла та же типография Шпенцера.
50 рублей были весьма похожи на предыдущие 25. Они несколько больше размером, гравировка имеет следы оформительской спешки.
Интерес Молдаванки к новой купюре резко возрос.
Газета «Одесский листок» писала 3 ноября 1918 следующее:
- «На Пишоновской обнаружена хорошо оборудованная фабрика фальшивых ассигнаций».

Это была седьмая фабрика, раскрытая в 1918 году.

## Каталог одесских марок-денег и рублей
| Марки-деньги и расчётные знаки г. Одессы выпуска 1917—1918 | Марки-деньги и расчётные знаки г. Одессы выпуска 1917—1918 | Марки-деньги и расчётные знаки г. Одессы выпуска 1917—1918 | Марки-деньги и расчётные знаки г. Одессы выпуска 1917—1918 | Марки-деньги и расчётные знаки г. Одессы выпуска 1917—1918 | Марки-деньги и расчётные знаки г. Одессы выпуска 1917—1918 | Марки-деньги и расчётные знаки г. Одессы выпуска 1917—1918 | Марки-деньги и расчётные знаки г. Одессы выпуска 1917—1918 | Марки-деньги и расчётные знаки г. Одессы выпуска 1917—1918 | Марки-деньги и расчётные знаки г. Одессы выпуска 1917—1918 |
| Изображение                                                | Изображение                                                | Номинал (в рублях)                                         | Размеры (мм)                                               | Основной цвет                                              | Описание                                                   | Описание                                                   | Описание                                                   | Дата                                                       | Дата                                                       |
| Аверс                                                      | Реверс                                                     | Номинал (в рублях)                                         | Размеры (мм)                                               | Основной цвет                                              | Аверс                                                      | Реверс                                                     | Водяной знак                                               | печати                                                     | отмены                                                     |
| ---------------------------------------------------------- | ---------------------------------------------------------- | ---------------------------------------------------------- | ---------------------------------------------------------- | ---------------------------------------------------------- | ---------------------------------------------------------- | ---------------------------------------------------------- | ---------------------------------------------------------- | ---------------------------------------------------------- | ---------------------------------------------------------- |
|                                                            |                                                            | 5 копеек                                                   |                                                            |                                                            |                                                            | ?                                                          | 1917                                                       | 1921                                                       |                                                            |
|                                                            |                                                            | 15 копеек                                                  | 27х35                                                      |                                                            |                                                            | ?                                                          | 1917                                                       | 1921                                                       |                                                            |
|                                                            |                                                            | 20 копеек                                                  | 30х38                                                      |                                                            |                                                            | ?                                                          | 1917                                                       | 1921                                                       |                                                            |
|                                                            |                                                            | 50 копеек                                                  | 56х36                                                      |                                                            |                                                            | ?                                                          | 1917                                                       | 1921                                                       |                                                            |
|                                                            |                                                            | 3 рубля                                                    | 81 × 146                                                   | Зелёный (традиционный для рублей)                          |                                                            | ?                                                          | 1917                                                       | 1921                                                       |                                                            |
|                                                            |                                                            | 5 рублей                                                   | 81 × 146 ?                                                 | Синий (традиционный для рублей)                            |                                                            | ?                                                          | 1917                                                       | 1921                                                       |                                                            |
|                                                            | Односторонняя                                              | 5 рублей                                                   | × ?                                                        | Сине-зелёный                                               |                                                            | ?                                                          | 1917                                                       | 1921                                                       |                                                            |
|                                                            |                                                            | 10 рублей                                                  | 94 × 150                                                   | Розовый (традиционный для рублей)                          |                                                            | ?                                                          | 1917                                                       | 1921                                                       |                                                            |
|                                                            |                                                            | 25 рублей                                                  | × ?                                                        | Пастельно-зелёный                                          |                                                            | ?                                                          | 1917                                                       | 1921                                                       |                                                            |
|                                                            |                                                            | 50 рублей                                                  | × ?                                                        | Серо-голубой                                               |                                                            | ?                                                          | 1917                                                       | 1921                                                       |                                                            |
|                                                            |                                                            | 50 рублей {вариант цвета)                                  | × ?                                                        | Коричнево-сиреневый (естественный)                         |                                                            |                                                            | ясные водяные знаки                                        |                                                            |                                                            |